# Qobustan (Baku)
Qobustan – miejscowość w Azerbejdżanie leżąca u nasady półwyspu Apszerońskiego nad Morzem Kaspijskim na obszarze miasta wydzielonego Baku (rejon Qaradağ) we wschodniej części kraju. Przez Quobustan prowadzi droga magistralna M3 zwana autostradą Salyan. Na początku 2012 roku populacja miejscowości liczyła 15,3 tys. mieszkańców (w tym 7,9 tys. mężczyzn i 7,5 tys. kobiet).
W okolicy miasta znajdują się liczne wulkany błotne. W 2020 roku udostępniono turystom Palçıq Vulkanları Turizm Kompleksinin (Kompleks turystyczny wulkanów błotnych) zlokalizowany około 17 kilometrów na północny zachód od Qobustanu. Ma on powierzchnię 12 ha. Przygotowano tu warsztaty dla dzieci, trasy dla quadów, tyrolkę, wieżę widokową, parking i sklep z pamiątkami. Odwiedzający mogą tez skorzystać z kąpieli leczniczych. Otwarcie z udziałem prezydenta İlhama Əliyeva miało miejsce 22 kwietnia 2022 roku.